# فيلهلم فون أبيل
فيلهلم فون أبيل (16 يناير 1892 - 7 مارس 1969) جنرالًا ألمانيًا في الفيرماخت خلال الحرب العالمية الثانية الذي قاد فرقة بانزر الثانية والعشرين. حصل على وسام الفارس الصليبي الحديدي لألمانيا النازية.